# HD 164595
HD 164595 è una stella nana di classe G che si trova nella costellazione di Ercole, a circa 92 anni luce dalla Terra.

## Visibilità
La stella non è visibile a occhio nudo dato che la sua magnitudine apparente è 7,1. Si può osservare già con l'ausilio di un binocolo, prendendo come riferimento ξ Herculis e ν Herculis, alle quali visivamente è prossima.

## Caratteristiche fisiche
HD 164595 è una nana gialla, con caratteristiche simili a quelle del nostro Sole, tanto da essere considerata una quasi gemella del Sole. Ha una massa pari a quella solare e una temperatura superficiale di che a seconda delle fonti va da 5762 a 5790 K. L'età è praticamente la stessa del Sole, solo leggermente più giovane, con un'età stimata in 4,5 miliardi di anni, e presenta una metallicità leggermente inferiore, del 91% di quella della nostra stella.

## Sistema planetario
Nel 2015, analizzando la velocità radiale della stella, è stato scoperto un pianeta extrasolare (HD 164595 b) con massa minima paragonabile a quella di Nettuno, circa 16,14 M⊕. Il pianeta orbita ad una distanza dalla stella di circa 0,23 UA, in 40 giorni.

### Prospetto
Segue un prospetto dei componenti del sistema planetario di HD 164595, in ordine di distanza dalla stella.
| Pianeta | Tipo            | Massa     | Periodo orb. | Sem. maggiore | Eccentricità | Scoperta |
| ------- | --------------- | --------- | ------------ | ------------- | ------------ | -------- |
| b       | Gigante gassoso | >16,14 M⊕ | 40 giorni    | 0,23 UA       | 0,088        | 2015     |

## Presunto segnale extraterrestre
Il 29 agosto 2016, un gruppo di astronomi diretti da Nikolai Bursov, tra i quali Claudio Maccone, che operano presso il radiotelescopio RATAN-600, a Zelenčukskaja, in Russia, hanno anticipato al SETI una comunicazione, che avrebbero dovuto presentare il seguente 27 settembre, nella quale affermavano di aver registrato il 15 maggio 2015 un breve segnale radio, alla frequenza di 11 GHz (pari ad una lunghezza d'onda di 2,7 cm), meritevole di ulteriori analisi, proveniente dalla direzione di HD 164595. La durata del segnale è stata di 2 secondi e non è stato registrato da alcun altro radiotelescopio.
Sebbene per le caratteristiche del RATAN-600 non possano essere escluse interferenze terrestri e la segnalazione sia avvenuta con un ritardo di più di un anno, il SETI ha comunque attivato delle osservazioni della stella attraverso l'Allen Telescope Array e il Boquete Optical SETI Observatory, mentre il Berkeley SETI Research Center dell'Università della California - Berkeley ha utilizzato il Radiotelescopio di Green Bank, senza che però siano state osservate delle ripetizioni del segnale. Inoltre, la frequenza del segnale rientra nella banda in uso da parte dei satelliti artificiali. Successivamente, in un comunicato ufficiale, anche l'Osservatorio astrofisico speciale dell'Accademia russa delle scienze ha affermato che analisi del segnale lo rivelano come molto probabilmente di origine terrestre.
La notizia, tuttavia, ha raggiunto rapidamente i mezzi di comunicazione di massa, generando curiosità ed interesse.